# Рудой, Валерий Исаевич
Вале́рий Иса́евич Рудо́й (6 февраля 1940, Черкассы — 31 августа 2009, Санкт-Петербург) — советский и российский востоковед, буддолог, сотрудник Института восточных рукописей РАН. Доктор философских наук (1990).

## Биография
В 1962 году окончил Восточный факультет ЛГУ по кафедре истории стран Дальнего Востока.
С 1962 по 1968 год прошёл курс постдипломного образования на базе ЛГУ.
С 1968 года сотрудник Ленинградского отделения Института востоковедения.
С 1992 года возглавлял Буддологическую группу в составе Санкт-Петербургского филиала Института востоковедения РАН.

## Научные приоритеты
Санскритология и новоиндийские языки (хинди, урду), санскритская философская литература, буддийская философия.

## Публикации

### Диссертации
- Некоторые вопросы структуры и терминологии Абхидхармы: (Исследование, перевод, тексты и санскритско-тибетско-китайские терминологические соответствия). Автореф.дисс. … к.и.н. Л., ИВ. 1980.
- Классическая буддийская религиозно-философская мысль (методология историко-философского исследования). Дисс. … д.филос.н. Л., ЛГУ. 1990.

### Переводы
- Васубандху. Абхидхармакоша (Энциклопедия Абхидхармы). Раздел первый. Анализ по классам элементов / Пер. с санскрита, введ., коммент., историко-философское исслед. В.И.Рудого. М.: «Наука», ГРВЛ. 1990. 318 с. (Памятники письменности Востока. LXXXVI. Bibliotheca Buddhica. XXXV).
- Классическая йога («Йога-сутры» Патанджали и «Вьяса-бхашья») / Перевод с санскрита, введение, комментарий и реконструкция системы Е.П.Островской и В.И.Рудого. М.: «Наука», ГРВЛ, 1992. (Памятники письменности Востока, CIX)
- Буддизм в переводах. Выпуск 2 / Переводы Е.А.Торчинова, М.Е.Ермакова, В.И.Рудого, Е.П.Островской, Е.А.Островской-младшей, Т.В.Ермаковой, О.С.Сорокиной, К.Ю.Солонина, А.М.Кабанова, А.С.Мартынова, И.С.Гуревич, К.В.Алексеева, В.Л.Успенского, В.Ю.Климова, Е.А.Западовой. Редактор-составитель Е.А.Торчинов. СПб.: «Андреев и сыновья», 1993. В сб.: перевод В. Рудого "Космологии" Васубандху и его же статья: В.И. Рудой. "Истоки идеологии индо-буддийской традиции".
- Абхидхармакоша (Энциклопедия Абхидхармы). Раздел третий: Учение о мире / Перевод с санскрита, введение, комментарий и историк-философское исследование Е.П.Островской и В.И.Рудого. СПб.: «Андреев и сыновья», 1994.
- Васубандху. Энциклопедия абхидхармы, или Абхидхармакоша. Раздел I. Дхатунирдеша, или учение о классах элементов. Раздел II. Индриянирдеша, или учение о факторах доминирования в психике / Перевод с санскрита, введение, комментарий и реконструкция системы Е.П.Островской и В.И.Рудого. М.: Научно-издательский центр «Ладомир», 1998. 670 с.
- Васубандху. Энциклопедия Абхидхармы, или Абхидхармакоша. Раздел III. Лока-нирдеша, или Учение о мире. Раздел IV. Карма-нирдеша, или Учение о карме / Издание подготовили В.И.Рудой, Е.П.Островская. М.: «Ладомир», 2001.
- Васубандху. Энциклопедия буддийской канонической философии (Абхидхармакоша) / Составление, перевод, комментарии, исследование Е.П.Островской, В.И.Рудого. СПб.: Изд-во Санкт-Петербургского университета, 2006. 523 с.
- Йога / Пер. с санскрита В.И.Рудого, Е.П.Островской. СПб.: «Азбука-классика», 2002. 576 с.

### Книги и статьи
- Рудой В. И., Островская Е. П. О специфике историко-философского подхода к изучению индийских классических религиозно-философских систем // Методологические проблемы изучения истории философии зарубежного Востока. М.: «Наука» ГРВЛ, 1987. С. 74-93.
- Буддийский взгляд на мир / Редакторы-составители В. И. Рудой, Е. П. Островская. Коллектив авторов: М. Е. Ермаков, Т. В. Ермакова, М. Е. Кравцова, Е. П. Островская, А. Б. Островский, В. И. Рудой, Е. А. Торчинов. СПб.: «Андреев и сыновья», 1994.
- Рудой В. И. Островская Е. П. и др. Основы буддийского мировоззрения: Индия, Китай: учеб. пособие для гуманит. вузов. — М.: Наука, 1994. — 239 с.
- Введение в буддизм / Редактор-составитель В. И. Рудой. Авторский коллектив: В. И. Рудой, Е. П. Островская, А. Б. Островский, Т. В. Ермакова, Е. А. Островская, П. Д. Ленков. СПб.: Издательство «Лань», 1999. 384 с. (Серия «Мир культуры, истории и философии»).
- Ермакова Т. В., Островская Е. П., Рудой В. И. Классическая буддийская философия. СПб.: «Лань», 1999. 544 с.
- Категории буддийской культуры / Редактор-составитель Е. П. Островская. Авторы разделов В. И. Рудой, М. Е. Ермаков, Т. В. Ермакова, Е. П. Островская, Е. А. Островская. СПб.: «Петербургское Востоковедение», 2000. 320 с. (Серия «Orientala»).
- Рудой В. И., Островская-младшая Е. А. Учение об историческом времени и обществе в индийской классической философии: Учебное пособие / Ответственный редактор Н. С. Кирабаев. М.: Изд-во РУДН, 2002. 64 с.
- Островская Е. П., Рудой В. И. Классические буддийские практики: Вступление в Нирвану. СПб.: «Азбука-классика»; «Петербургское Востоковедение», 2006. 320 с. («Мир Востока»).

### Редактура
- Санскрит / Репринтное издание учебников: «Руководство к изучению санскрита, составленное проф. московского университета В.О.Миллером, проф. киевского университета О.И.Кнауэром». СПб., 1891; Г.Бюлер. «Руководство к элементарному курсу санскритского языка». Перевод под редакцией профессора Ф.И.Щербатского. Стокгольм, 1923 / Вступительная статья Е.П.Островской и В.И.Рудого. СПб.: «Лань», 1999. (Серия «Мир культуры, истории и философии»). 480 с.
- Аннамбхатта. Тарка-санграха (Свод умозрений). Тарка-дипика (Разъяснение к Своду умозрений) / Пер. с санскрита, введение, комментарий и историко-философское исследование Е.П.Островской. Отв. ред. Т. Е. Катенина, В. И. Рудой. М.: «Наука», ГРВЛ, 1989. 238 с.